# Eupholidoptera leucasi
Eupholidoptera leucasi är en insektsart som beskrevs av Willemse, F.M.H. 1980. Eupholidoptera leucasi ingår i släktet Eupholidoptera och familjen vårtbitare. Inga underarter finns listade i Catalogue of Life.